# Jay Wiseman

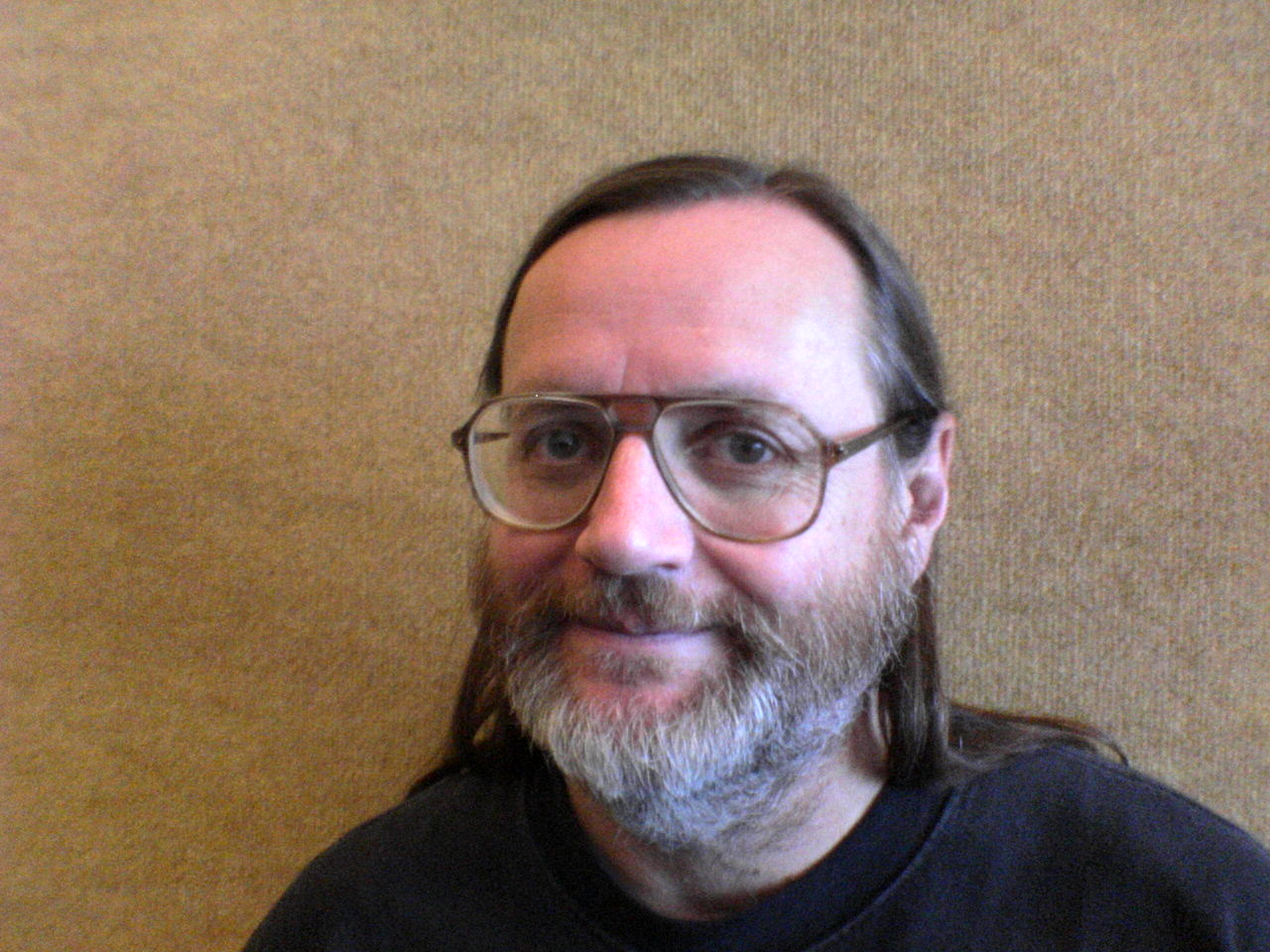
Jay Wiseman 2007

Jay Joseph Wiseman (* 16. Juni 1949 in New Albany, Indiana) ist ein US-amerikanischer Schriftsteller, Verleger und BDSM-Aktivist. Sein BDSM-Handbuch SM 101: A Realistic Introduction ist eines der weltweit bekanntesten Standardwerke zu diesem Thema. Wiseman ist einer der beiden Gründer des Fachverlages Greenery Press.

## Leben
Wiseman lebt in San Francisco. Er hat zwei erwachsene Söhne, eine Tochter und vier Enkel. Er ist Mitglied von Mensa International.

### Jugend
Wiseman zog in seiner Jugend häufig um und besuchte mehrere Schulen. 1969 machte er seinen Schulabschluss auf der Anderson High School, Anderson, Indiana. Er besuchte die Militärakademie Culver Military Academy, in Culver, Marshall County (Indiana).
Später reiste Wiseman nach Kalifornien, wo er in Haight-Ashbury Erfahrungen in der Hippie-Bewegung der späten 1960er Jahre machte. Anfang der 1970er Jahre reiste er mit anderen Hippies von Kalifornien nach Washington DC zur Inauguration Richard Nixons and agierte dort als ehrenamtlicher Rettungssanitäter. In diesem Zeitraum entstand seine Beschreibung eines LSD-Trips unter der Bezeichnung „Altitude Hestatic“.
Zwischen 1972 und 1975 besuchte er das Santa Rosa Junior College, während er unregelmäßig weiter als Rettungssanitäter tätig war, und wechselte schließlich an die Cal State Hayward, wo er seinen ersten Aufsatz zum Thema Anamnese im Patientengespräch schrieb. Der Aufsatz wurde in einer Zeitschrift gegen ein Honorar in Höhe von US$100 abgedruckt und war seine erste Veröffentlichung. Im selben Zeitraum begann Wiseman immer häufiger Vorträge zu den Themen Herz-Lungen-Wiederbelebung, Bondage und Themen aus dem Umfeld des Kampfsports Taekwondo zu halten, in dem er eine Dan-Graduierung innehat.
In den Jahren zwischen 1974 und 1976 betrieb Wiseman ein kleines privates Rettungsdienst-Unternehmen namens Pioneer Ambulance Service, das der primäre notfallmedizinische Dienstleister der Gemeinde Cotati in Kalifornien war.
1981 erwarb Wiseman seinen Bachelor-Abschluss. Im selben Jahr erhielt er eine von Ronald Reagan unterzeichnete Urkunde des Roten Kreuzes für besondere Verdienste.
In den Jahren 1982 bis 1985 besuchte er die medizinische Fakultät der Spartan Health Sciences University, School of Medicine in St. Lucia. Aufgrund mehrerer persönlicher Rückschläge wechselte er in diesem Zeitraum der Schwerpunkt seiner Studien von Medizin in den Fachbereich Publizistik und veröffentlichte immer häufiger in unterschiedlichen Publikationen.

### Schriftsteller
Mitte der 1970er Jahre hatte Wiseman erste Kontakte in die US-amerikanische BDSM-Szene, nachdem er Treffen der BDSM-Gruppen BackDrop und Society of Janus in der San Francisco Bay Area besucht hatte. 1978 gründete Wiseman eine eigene Maledom-Gruppe namens Gemini Society.
Ab 1988 leitete Wiseman Workshops, die ihren Teilnehmern Hilfestellungen zur Erstellung erfolgreicher Kontaktanzeigen gaben. Hieraus ergab sich 1989 die Veröffentlichung seines ersten Buches Personal AD-ventures (veröffentlicht von Gentle Persuasion Press.). Seine ebenfalls überwiegend regional vertriebenen Werke The Bay Area Singles Guidebook und The Bay Area Sexuality Resources Guidebook (1991) schlossen sich an.
Unter Zuhilfenahme der 1988 bereits weit verfügbaren PCs und zunehmend verbreiteten Textverarbeitungsprogrammen arbeitete Wiseman erstmals an einer Publikation namens SM 101 (der Titel ist eine Hommage an den Namen der Einführungsveranstaltungen US-amerikanischer Hochschulen). Das Handbuch wurde zu einer der ersten weit verfügbaren Publikationen mit grundlegenden Informationen und Sicherheitshinweisen zu BDSM-Praktiken. 1992 zunächst im Eigenverlag vertrieben, wurde die Abhandlung zu einer der bekanntesten Abhandlungen zu BDSM im angelsächsischen Raum neben Screw the Roses, Send Me the Thorns von Phillip Miller und Molly Devon.
1991 gründete Wiseman zusammen mit seiner Partnerin, der durch den Titel The Sexually Dominant Woman als Lady Green bekannten Janet Hardy, den Fachverlag Greenery Press.
1992 veröffentlichte Wiseman Tricks -- More than 125 Ways to Make Good Sex Better und aufgrund des sich hieraus ergebenden Leserechos 1993 Tricks 2 -- Another 125 Ways to Make Good Sex Better. Beiden Bänden folgte 1995 Sex Toy Tricks: 125 Ways to Accessorize und 1996 Supermarket Tricks -- More than 125 Ways to Improvise Good Sex.
1996 gründete Wiseman einen eigenen Verlag. Seit 1998 wurde er als Sachverständiger zum Thema BDSM
in mehreren Gerichtsverfahren tätig. Hierbei liegen seine Schwerpunkte insbesondere in den Bereichen Atemkontrolle und der Frage der Einvernehmlichkeit in sadomasochistischen Beziehungen.
1998 veröffentlichte Wiseman The Erotic Bondage Handbook. Seitdem ist er verstärkt als Fachreferent auf Veranstaltungen tätig.

### Juristische Hochschulausbildung
Nach seiner wiederholten Gutachtertätigkeit schrieb sich Wiseman 2002, im Alter von 53 Jahren, am New College of California, School of Law ein. Er schloss den Studiengang im Jahr 2005 erfolgreich ab. Im November 2006 wurde er im Staat Kalifornien als Rechtsanwalt zugelassen.

## Veröffentlichungen (Auszug)
Wiseman hat bis heute  11 Bücher veröffentlicht. Seine Essays erscheinen regelmäßig in den Ausgaben bekannter US-amerikanischer Magazine wie Playboy oder Redbook:
- Jay Wiseman: SM 101: A Realistic Introduction. Greenery Press (CA) 1998, ISBN 0-9639763-8-9
- Jay Wiseman's Erotic Bondage Handbook, Greenery Press, 2000. ISBN 1-890159-13-1.
- Personal AD-ventures: How to Meet People Through Personal Ads
- Bay Area Sexuality Resources Guidebook
- Tricks -- More than 125 Ways to Make Good Sex Better, 1992
- Tricks 2 -- Another 125 Ways to Make Good Sex Better, 1993
- Sex Toy Tricks: 125 Ways to Accessorize, 1995
- Supermarket Tricks -- More than 125 Ways to Improvise Good Sex, Greenery Press, 1998, ISBN 0-9639763-6-2
- The Toybag Guide to Dungeon Emergencies and Supplies, Greenery Press, 2004, ISBN 1-890159-54-9
- Tricks... to Please a Man, Greenery Press, 2003, ISBN 1-890159-52-2
- Tricks to Please a Woman: To Please a Woman, Greenery Press, 2002, ISBN 1-890159-40-9
- An Essay about 'The Old Days'  (Memento vom 4. Januar 2006 im Internet Archive)
- Emergency Training For SM Practitioners
- Jay Wiseman on Safety (Memento vom 28. Juni 2006 im Internet Archive), 1994